# NGC 4323
NGC 4323 es una galaxia lenticular (SB0) enana y galaxia satélite de Messier 100. Se localizada en la dirección de la constelación de Coma Berenices. Posee una declinación de +15° 54' 19" y una ascensión recta de 12 horas, 23 minutos y 01,7 segundos.
La galaxia NGC 4323 fue descubierta en 1882 por Ernst Wilhelm Leberecht Tempel.